# Buddy Morrow
Buddy Morrow  né Muni Zudekoff, alias Moe Zudekoff le 8 février 1919 et mort le 27 septembre 2010 est un tromboniste et chef d'orchestre américain.